# Cricca di Shanxi
La cricca dello Shanxi (cinese: 晉系) fu una delle tante fazioni militari che si separarono dall'Esercito Beiyang durante il periodo dei signori della guerra cinese.

Posizione geografica dello Shanxi in Cina.

Sebbene fosse uno stretto collaboratore di Duan Qirui, il governatore militare dello Shanxi, Yan Xishan, non aderì alla cricca di Anhui di Duan. Mantenne al contrario la sua provincia neutrale rispetto alle varie guerre civili che la Nazione stava affrontando, anche se avrebbe combattuto contro le truppe di altre cricche se avessero infranto i confini provinciali. Nel 1927, durante la Spedizione del Nord, di fronte alle forze schiaccianti dell'Esercito Rivoluzionario Nazionale, la cricca del Fengtian emise un ultimatum a Yan per allearsi con la loro parte. Yan invece aderì all'ERN e fece sgomberare gli eserciti del Fengtian da Pechino. Come ricompensa, il Kuomintang permise alla cricca di Shanxi di espandersi fino al mare nelle province di Hebei e Shandong.  Contrariata dalla dittatura di Chiang Kai-shek, la cricca di Shanxi insieme a diversi altri gruppi, lanciò la Guerra delle Pianure centrali nel 1930 ma venne sconfitta. La cricca fu significativamente indebolita dall'invasione giapponese che occupò la maggior parte della provincia. Dopo la guerra, durante la seconda fase della Guerra civile cinese, Yan non fu in grado di difendere la sua provincia dall'espansione comunista e cadde nel 1949.